# Saint-Aubin (Zwitserland)
Saint-Aubin (Fribourg) is een gemeente in het district Broye van het kanton Fribourg in Zwitserland.

## Geografie
De buurgemeenten in kanton Fribourg zijn Vallon, Domdidier en Delley-Portalban. De oppervlakte van de gemeente bedraagt 7.9 km².
- Hoogste punt: 526 m
- Laagste punt: 433 m

## Bevolking
De gemeente heeft 1285 inwoners (2003). De meerderheid in Saint-Aubin is Franstalig (89%, 2000) en Rooms-Katholiek (67%).

## Economie
25% van de werkzame bevolking werkt in de primaire sector (landbouw en veeteelt), 25% in de secundaire sector (industrie), 50% in de tertiaire sector (dienstverlening).